# كارفور بلايل (مترو باريس)
كارفور بلايل (بالفرنسية: Carrefour Pleyel)‏ هي محطة مترو تابعة لمترو باريس تقع في فرنسا في سان دوني.[بحاجة لمصدر]